# كيفن شولتسه
كيفن شولتسه (بالألمانية: Kevin Schulze)‏ هو لاعب كرة قدم ألماني في مركز ظهير، ولد في 25 يناير 1992 في فيتينغن في ألمانيا. شارك مع منتخب ألمانيا تحت 16 سنة لكرة القدم ومنتخب ألمانيا تحت 17 سنة لكرة القدم ومنتخب ألمانيا تحت 18 سنة لكرة القدم ومنتخب ألمانيا تحت 19 سنة لكرة القدم. أما مع النوادي، فقد لعب مع غرويتر فورت ونادي فولفسبورغ وهولشتاين كيل.

## وصلات خارجية
- كيفن شولز على موقع قاعدة بيانات كرة القدم.إي يو (الإنجليزية)
- كيفن شولز على موقع عالم كرة القدم.نت (الإنجليزية)